# Луций Лициний Лукулл (консул 151 года до н. э.)
Луций Лициний Лукулл (лат. Lucius Licinius Lucullus; умер после 142 года до н. э.) — древнеримский военачальник и политический деятель из плебейского рода Лициниев, консул 151 года до н. э. Был «новым человеком». Не позже 154 года до н. э. занимал претуру, а после избрания консулом получил в управление провинцию Ближняя Испания, где с переменным успехом шла война с кельтиберами. Ещё до прибытия нового наместника с противником был заключён мир. Тогда Лукулл ради славы и богатства развязал новую войну с лояльным Риму племенем ваккеев: проявив вероломство, он взял город Каука, где перебил почти всё население, затем был вынужден заключить соглашение с оказавшей сопротивление Интеркатией, а от Палантии отступил. В следующем году Луций Лициний успешно воевал с лузитанами. О его жизни по возвращении в Рим известно только, что он построил храм Фортуны.
У Луция Лициния были сын и внук внук, носившие такое же имя и также бывшие военачальниками и политическими деятелями.

## Биография

### Происхождение
Луций Лициний принадлежал к плебейскому роду, представители которого были в составе самой первой коллегии народных трибунов и достигли консульства уже в 364 году до н. э., но в течение последующих полутора веков не упоминались в источниках. Лицинии Лукуллы, как и представители ряда других ветвей этого рода, начали занимать курульные должности в последние годы III века до н. э. Первым был Луций Лициний Лукулл, курульный эдил в 202 году до н. э.
О происхождении когномена Лукулл (Lucullus) достоверно ничего не известно. Секст Помпей Фест утверждает, что это имя носили предводители предков пелигнов, переселившихся в Италию из Иллирии; Секст Юлий Фронтин упоминает Лукуллово поле недалеко от Рима, «которое некоторые считают тускуланским». Неизвестно что-либо и о том, насколько близкое родство связывало Лукуллов с другими ветвями Лициниев; во всяком случае, судя по одному из писем Цицерона, о родстве Лукуллов с Муренами помнили ещё в середине I века до н. э.
Лукуллы к 150-м годам до н. э. были относительно небогаты. Капитолийские фасты содержат лакуну в том месте, где должны были называться преномены отца и деда Луция Лициния. Луций мог быть сыном или внуком Гая Лициния Лукулла, народного трибуна в 196 году до н. э. Согласно другой гипотезе, отцом Луция был Марк Лициний Лукулл, претор 186 года до н. э., а дедом — Луций, курульный эдил 202 года; наконец, есть версия, что курульный эдил был отцом Луция Лициния. Поскольку среди предков Лукулла не было консулов, он был «новым человеком»; благодаря достижению им высших магистратур Лукуллы вошли в состав римского нобилитета.

### Начало карьеры
Исходя из требований закона Виллия, исследователи датируют претуру Луция Лициния самое позднее 154 годом до н. э. Но впервые он упоминается в источниках в связи с событиями 151 года до н. э. в качестве консула; его коллегой был патриций Авл Постумий Альбин.
В это время Рим вёл тяжёлую войну с кельтиберами в Испании. Консул 152 года до н. э. Марк Клавдий Марцелл, назначенный наместником Ближней Испании, заключил было с противником мир на компромиссных условиях, но сенат отказался этот договор ратифицировать и приказал Марцеллу продолжать войну; когда выяснилось (в конце 152 года до н. э., после очередных выборов магистратов), что последний опять ведёт переговоры, было решено не продлевать ему командование и направить в провинцию одного из новых консулов. Точно неизвестно, как именно выбирали между Альбином и Лукуллом. Немецкий исследователь Г. Симон предположил, что право выбора было предоставлено самим консулам. Они могли бросить жребий или прийти к полюбовному соглашению; Ближняя Испания досталась Луцию Лицинию, и это, по словам Г. Симона, «полностью соответствовало его желаниям».
Перед отъездом в провинцию Лукуллу нужно было сформировать подкрепление для армии, и здесь он столкнулся с огромными трудностями: римляне, знавшие о храбрости кельтиберов и многочисленных поражениях, которые понесли провинциальные войска, всеми способами избегали воинского набора. По словам Полибия, «молодёжь уклонялась от военной службы под такими предлогами, которые стыдно было бы назвать, непристойно проверять и невозможно опровергать»; даже штат военных трибунов был укомплектован не полностью, хотя обычно на каждое место было несколько претендентов.
В этой ситуации к Лукуллу и его коллеге, тоже участвовавшему в наборе армии, возникли дополнительные претензии: их обвинили в том, что они с пристрастием распределяют мобилизованных, сознательно выбирая для некоторых более лёгкие места службы. Обвинение поддержали народные трибуны, которые даже на время арестовали консулов. Выходом из этого кризиса стало решение о распределении рекрутов по театрам военных действий посредством жеребьёвки. Набрать офицеров Лукуллу помогло вмешательство молодого патриция, тогда ещё только квестория (бывшего квестора), Публия Корнелия Сципиона Эмилиана. Этот нобиль заявил, что готов отправиться в Испанию в качестве легата или военного трибуна, и его пример благотворно подействовал на аристократическую молодёжь.

### В Ближней Испании

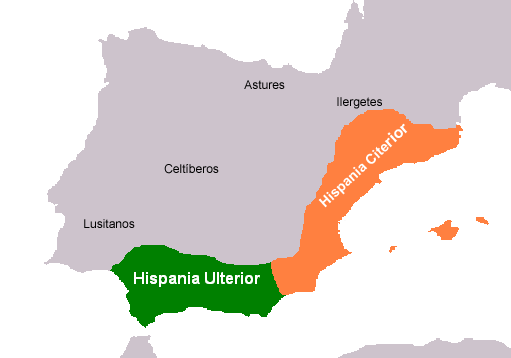
Две Испании во II веке до н. э.

Из-за затянувшегося набора Лукулл отправился в свою провинцию позже обычного — в апреле. Соответственно во внутренней части Ближней Испании он оказался не раньше конца мая 151 года до н. э. К этому времени ситуация в регионе радикально изменилась: Марцелл, по-видимому, одержал победу над противником и заключил мир на выгодных для Рима условиях. Луций Лициний ещё не знал об этом, когда высаживался на Пиренеях (в Тарраконе или Новом Карфагене). Он принял у Марка Клавдия армию и сосредоточил таким образом в своих руках командование над сильным 30-тысячным контингентом.
Вне зависимости от успехов своего предшественника Лукулл рассчитывал завоевать в Испании славу и богатство. Поэтому он начал новую войну: напал на лояльное Риму племя ваккеев, обвинив его в набегах на карпетанов. Кампания 151 года до н. э. свелась к военным действиям против трёх городов. Сначала консул осадил Кауку; в сражении под стенами города он одержал победу благодаря тому, что у врага закончились стрелы. Тогда осаждённые попросили о мире. Лукулл потребовал сначала 100 талантов серебра и всадников в свои вспомогательные войска, а потом — размещения в городе римского гарнизона. Жители Кауки приняли эти условия, но Луций Лициний, введя в город армию, приказал истребить всех его жителей. Только горстка людей из 20 тысяч смогла спастись через дальние ворота. По словам Аппиана, в этот день Лукулл «покрыл имя римлян позором и поношением».
В дальнейшем кельтиберы покидали свои жилища, узнав о приближении римской армии, а та всё разоряла на своём пути. Лукулл осадил город Интеркатия (примерно в 120 километрах от Кауки), который обороняла 22-тысячная армия. Консул предложил защитникам заключить договор; «они же, позоря его, напоминали ему его поступок с ваккеями и спрашивали, даёт ли он им тоже слово чести и верности?» Началась осада, в ходе которой обе стороны начали страдать от голода, а римляне — ещё и от переутомления в связи с осадными работами. Воины Лукулла смогли, наконец, пробить брешь в стене и ворвались в город (первым был Сципион Эмилиан), но осаждённые их оттеснили и заделали брешь. После этого под честное слово Сципиона было заключено соглашение на очень мягких для интеркатийцев условиях: они передали римлянам определённое количество скота и 10 тысяч плащей. Ни золото, ни серебро Лукулл не получил.
После этого Луций Лициний осадил третий город — Палантию, хотя военный совет отговаривал его от этого. Палантия была известна храбростью своих защитников, к тому же в неё стеклось много народа. Из-за действий вражеской конницы римляне опять столкнулись с нехваткой продовольствия и были вынуждены отступить; по крайней мере два дня они двигались, выстроившись в каре, чтобы отбивать атаки противника. Наконец, они пробились в Турдетанию, где расположились на зимние квартиры.
Уже во время зимовки Лукуллу пришлось начать военные действия против лузитанов, разбивших в предыдущем году наместника Дальней Испании Сервия Сульпиция Гальбу и грабивших эту провинцию. Он отразил набег врага на Турдетанию, перебив 4 тысячи человек, настиг ещё один отряд, двигавшийся к Гадесскому проливу, разбил его и принудил к капитуляции. При этом в плен было взято «бесчисленное множество людей», проданное затем в рабство. В дальнейшем Луций Лициний вторгся в Лузитанию; он разграбил территорию к северу от Тага, тогда как Гальба действовал южнее.
Полномочия Лукулла в Ближней Испании не были продлены, так что в 150 году до н. э. он вернулся в Рим. Здесь информация о его действиях в провинции, по словам Г. Симона, «вызвала смятение», но к ответственности он привлечён не был. Свою роль здесь могло сыграть то, что Луций Лициний быстро выручил определённые средства от продажи пленников и поделился ими со своим штабом и солдатами. Правда, Ф. Мюнцер всё же предположил, что обвинение в самовольном начале войны было выдвинуто, но до осуждения дело не дошло.

### Поздние годы
Во время своего наместничества Луций Лициний дал обет построить храм Фортуны и выполнил этот обет в Велабруме. Известно, что он попросил у Луция Муммия Ахаика на время несколько статуй из захваченной в Коринфе добычи, чтобы украсить храм перед освящением, но, получив их, посвятил Фортуне. Когда Ахаик напомнил Лукуллу о статуях, тот предложил, «если угодно, отнять приношение у богини». Ахаик не стал ничего требовать, и этим, по словам Страбона, заслужил больше почёта, чем его оппонент.
Поскольку у Диона Кассия эта история соседствует с рассказом о цензуре Луция Муммия, в историографии её датируют 142 годом до н. э.

## Оценки
Основным из сохранившихся источников, рассказывающих об испанском командовании Луция Лициния, является «Римская история» Аппиана. Её автор писал под влиянием Полибия и поэтому был настроен недоброжелательно по отношению к Лукуллу: последний, жестокий, алчный и непорядочный человек, противопоставляется Сципиону Эмилиану. Тит Ливий оценивал деятельность Луция Лициния позитивно, хотя эпитоматор мог исказить изначальные оценки. Исследователи XX века были согласны с характеристикой, данной Аппианом.

## Потомки
У Луция Лициния был сын того же имени, женившийся на представительнице самого влиятельного римского семейства той эпохи, Цецилиев Метеллов, но дошедшего в своей карьере только до претуры. Консулами стали оба представителя следующего поколения семьи — Луций Лициний Лукулл (в 74 году до н. э.) и Марк Теренций Варрон Лукулл (в 73 году до н. э.). С гибелью при Филиппах в 42 году до н. э. сына первого из них, Марка, род Лукуллов угас.
Существует гипотеза, что сыном Луция Лициния был Публий Лициний Лукулл, один из народных трибунов 110 года до н. э.